# Johannes Cesaris
Johannes Cesaris (fl. XIV-XV secolo) è stato un compositore francese, attivo fra la fine del XIV e l'inizio del XV secolo. Egli fu un compositore di transizione fra due epoche e fi legato alla Scuola di Borgogna nei primi anni del XV secolo.

## Biografia
Poco si sa sulla sua vita ad eccezione degli anni in cui fu attivo a Bourges. Egli fu un religioso presso il ducato di Berry a Bourges nel 1406 e maître des enfants (direttore del coro di voci bianche) alla cattedrale di Bourges tra il 1407 e il 1409. Nel 1417 fu probabilmente organista alla Cattedrale di Angers. Pierre Cesaris, probabilmente un suo parente, fu attivo a Bourges fino al 1443. C'è un riferimento in un poema coevo, Le champion des dames di Martin le Franc, a Johannes Cesaris famoso compositore di Parigi nei primi anni del secolo (si tratta dello stesso manoscritto che contiene il famoso dipinto di Guillaume Dufay e Gilles Binchois).
Dei suoi lavori sono giunti a noi soltanto un mottetto, due ballate e cinque Rondò, anche se un sesto rondò non gli viene attribuito (potrebbe essere di Passet). Stilisticamente abbracciano sia la complessità manieristica dell'ars subtilior, che era lo stile predominante ad Avignone nel 1390, che lo stile di canto relativamente semplice diffuso nei primi anni del XV secolo nelle corti di Francia e Borgogna. Il suo mottetto A virtutis ignitio/Ergo beata/Benedicta filia, a quattro voci con tre testi cantati contemporaneamente, è isoritmico in tutte le sue parti. Una delle canzoni profane, il rondò A l'aventure va Gauvain, è in uno stile che suggerisce la generazione successiva e potrebbe essere stato composto intorno al 1417 e in verità molti dei suoi pezzi sono presenti su manoscritti e sono datati da prima della metà del secolo.
Uno dei suoi pezzi, la ballata Le dieus d'amours, è presente nel Codice di Chantilly, la fonte primaria più importante per il repertorio di musica del periodo avignonese dell'ars subtilior.

## Discografia
- Arnold de Lantins, Missa Verbum Incarnatum, Ricercar CD RIC 207, Capilla Flamenca Psallentes.  Contiene il mottetto A virtutis ignitio di Cesaris, oltre che a musiche di Arnold de Lantins e Johannes Brassart